# Міссісіпі-Веллі-Стейт (Міссісіпі)
Міссісіпі-Веллі-Стейт (англ. Mississippi Valley State) — переписна місцевість (CDP) в США, в окрузі Лефлор штату Міссісіпі. Населення — 805 осіб (2020).

## Географія
Міссісіпі-Веллі-Стейт розташоване за координатами 33°31′2″ пн. ш. 90°20′40″ зх. д. / 33.51722° пн. ш. 90.34444° зх. д. (33.517282, -90.344437).  За даними Бюро перепису населення США в 2010 році переписна місцевість мала площу 4,65 км², уся площа — суходіл.

## Демографія
Згідно з переписом 2010 року, у переписній місцевості мешкали 1182 особи в 197 домогосподарствах у складі 80 родин. Густота населення становила 254 особи/км².  Було 368 помешкань (79/км²).
Расовий склад населення:
| - 91,9 % — чорних або афроамериканців - 4,1 % — білих - 1,6 % — азіатів - 0,1 % — корінних американців |

До двох чи більше рас належало 1,6 %. Частка іспаномовних становила 0,9 % від усіх жителів.
За віковим діапазоном населення розподілялося таким чином: 5,9 % — особи молодші 18 років, 91,1 % — особи у віці 18—64 років, 3,0 % — особи у віці 65 років та старші. Медіана віку мешканця становила 21,4 року. На 100 осіб жіночої статі у переписній місцевості припадало 105,6 чоловіків;  на 100 жінок у віці від 18 років та старших — 105,2 чоловіків також старших 18 років.
За межею бідності перебувало 32,8 % осіб, у тому числі 31,1 % дітей у віці до 18 років та 0,0 % осіб у віці 65 років та старших.
Цивільне працевлаштоване населення становило 286 осіб. Основні галузі зайнятості: освіта, охорона здоров'я та соціальна допомога — 42,3 %, роздрібна торгівля — 14,7 %, мистецтво, розваги та відпочинок — 12,2 %.